# Paota saruncaria
Paota saruncaria là một loài bướm đêm trong họ Geometridae.